# Гомес, Висенте
Висенте Гомес — временно исполняющий обязанности президента Сальвадора с 1 по 15 февраля 1854 года. Был назначен временным президентом после отставки президента Франсиско Дуэньяса, который закончил свой срок 1 февраля 1854. Его преемником стал полковник Хосе Мария Сан-Мартин.